# In a Foreign Town
In a Foreign Town è un album in studio del cantante britannico Peter Hammill, pubblicato nel 1988.

## Tracce
1. Hemlock
2. Invisible Ink
3. Sci-Finance (Revisited)
4. This Book
5. Time to Burn
6. Auto
7. Vote Brand X
8. Sun City Nightlife
9. The Play's the Thing
10. Under Cover Names